# 2-Oktin
2-Oktin, takođe poznat kao metilpentiletin i okt-2-in, je tip alkina sa trostrukom vezom na svo drugom ugljeniku ('2-' indicira lokaciju trostruke veze u lancu). Njegova formula je C8H14. Gustina ovog materijala na 25°C i stabilnim uslovima je 0.759 g/ml. Tačka ključanja je 137°C.